# DJ Pavo
DJ Pavo, ou simplement Pavo, de son vrai nom Paul van der Vooren (né le 20 mai 1971 à Haarlem), est un producteur et DJ néerlandais de hardstyle. Depuis 1992, il joue du hardstyle et du hardcore sous contrat avec Q-dance, Nukleuz et Fusion Records. 

## Biographie
Avec Lady Dana, DJ Pavo produit l'album Qlimax 2002. Cette même année, il effectue un mixset avec The Prophet intitulé The Prophet & DJ Pavo - Scantraxx Presents HardheadZ sorti en 2002, qui atteint la 11e place des chats néerlandais la même année. Ces albums Hardstyle is My Style sont bien accueillis par Partyflock,,.
Le 29 janvier 2005, il se produit à l'événement X-qlusive organisé au Heineken Music Hall d'Amsterdam. Lors de l'édition du 14 avril 2007 de In Qontrol, DJ Pavo se produit dans la zone hardstyle. Pavo a également participé à des festivals de hardstyle et hardcore tels que Masters of Hardcore, Defqon.1, Multigroove et Thunderdome.  En 2024, il compte 1 902 participations à des événements.

## Discographie

### Singles et EP
- 2004 : DJ Pavo & Blutonium Boy – Floorkilla (Blutonium Records)
- 2007 : Pavo & Blutonium Boy – This Is My Floor (Blutonium Records)
- 2007 : Elektronik / Tekno Musik (Fusion Records)
- 2009 : Pavo & Blutonium Boy – Echoes 2009 (Blutonium Records)
- 2009 : Communicate // Raven (Fusion Records)
- 2010 : Back in Time / Classic (Fusion Records)